# Rrapë
Rrapë è una frazione del comune di Pukë in Albania (prefettura di Scutari).
Fino alla riforma amministrativa del 2015 era comune autonomo, dopo la riforma è stato accorpato, insieme agli ex-comuni di Pukë, Gjegjan, Qelëz, Qerret a costituire la municipalità di Pukë.

## Località
Il comune era formato dall'insieme delle seguenti località:
- Hadroj
- Rrape
- Kabash
- Buhot
- Bicaj
- Blimisht
- Breg
- Mec
- Rrype
- Kavline
- Memaj

1. ↑  (EN) Population and housing Census 2011 (PDF), su instat.gov.al. URL consultato il 25 settembre 2017 (archiviato dall'url originale il 3 marzo 2016).
2. ↑   CAP distretto di Pukë, su geopostcodes.com. URL consultato il 17-05-10.
3. ↑   Elenco località, su aac-al.org. URL consultato il 27 luglio 2010 (archiviato dall'url originale il 15 marzo 2012).

nel frazione di Rrape fa parte anche località di Hadroj ,Kavline ,Memaj,Prozhem,Rrap e Lumzi